# Agathe de Saint-Père
Agathe de Saint-Père (ou Madame de Repentigny) née le 27 février 1657 à Pointe-Saint-Charles, décédée le 19 août 1747 à Québec, est une commerçante et exportatrice. Elle est considérée comme la première femme manufacturière en Nouvelle-France. Issue d'une famille pionnière dans la fondation de Ville-Marie (le nom de sa mère, Mathurine Godé, figure sur le Monument aux pionniers à Montréal), elle démontre des qualités de femme d'affaires et d'entrepreneure en se spécialisant dans la confection d'étoffes et de vêtements issus de matériaux locaux et jusque-là inutilisés dans la colonie, mais également en exportant quelque temps certains produits vers la France ou encore en gérant son patrimoine immobilier.

## Biographie

### Origines familiales

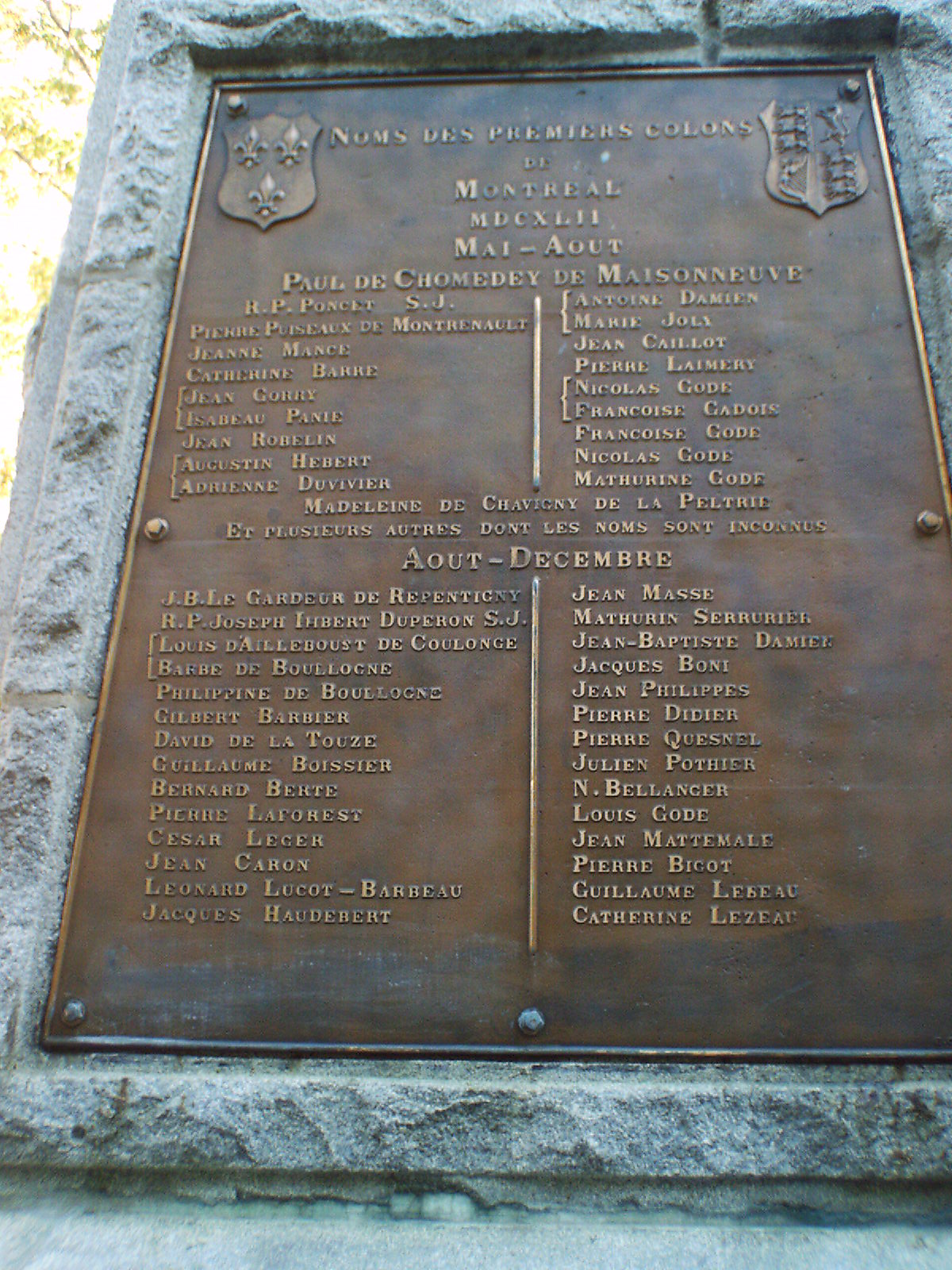
Monument aux pionniers qui rend hommage aux premiers colons ayant fondé Montréal, dont les grands parents d'Agathe de Saint-Père.

Agathe de Saint-Père naît le 27 février 1657 à Pointe-Saint-Charles. Elle est la deuxième enfant de Jean de Saint-Père, notaire qui naît en 1631 à Dormelles en France et de Mathurine Godé (ou Gaudet), d'origine roturière qui naît le 31 janvier 1637 à Igé en France. Dormelles et Igé sont deux municipalités appartenant à la Perche, une ancienne province de France, qui connaît une vague d'émigration à l'époque de la Nouvelle-France, en partie par les efforts d'un certain Robert Giffard. Les parents de Mathurine Godé, Françoise Gadoys et Nicolas Godé, avec Paul Chomedey de Maisonneuve et Jeanne Mance, font partie des quelques fondateurs et fondatrices de Montréal en 1642 ou «montréalistes», comme on nomme les premiers habitants de Ville-Marie. Les parents d'Agathe se marient le 16 septembre 1651 à Ville-Marie. Son père meurt le 25 octobre 1657 à Pointe-Saint-Charles. Jean de Saint-Père est le premier greffier et notaire de Ville-Marie, fonctions qu'il occupe de janvier 1648 à juillet 1651, puis d'avril 1655 jusqu'à la fin sa vie.

### Jeunesse
Agathe n'est âgée que de 9 mois quand son père meurt sous les arquebuses d'un groupe de la tribu Onneiouts appartenant aux cinq nations de la Confédération iroquoise en guerre avec les Hurons, les Algonquins et leurs alliés français. Selon les récits de l'époque, Jean de Saint-Père est en train d'aider son beau-père Nicolas Godé sur le toit d'une maison quand l'attaque a lieu, les raisons de cette attaque n'étant pas connues. Avec le décès de son mari, Mathurine Godé doit s'occuper seule de ses deux enfants, l'aîné Claude (né en 1655, décédé 7 ans plus tard) et Agathe. Peu de temps après le décès de son mari, Mathurine Godé se remarie en 1658 avec Jacques Le Moyne de Sainte-Marie appartenant à la célèbre famille Le Moyne. Mathurine Godé décède en 1672 alors qu'elle est en couches, Agathe n'a que 15 ans. Cette dernière doit alors s'occuper d'une dizaine de demi-frères et demi-sœurs issus du second mariage de sa mère.

### Mariage
Le 26 novembre 1685 et alors qu'elle est âgée de 28 ans, Agathe de Saint-Père épouse Pierre Legardeur de Repentigny (à ne pas confondre avec son grand-père, Pierre Legardeur 1600-1648, amiral de la flotte, directeur des embarquements pour la Nouvelle-France). Lorsqu'ils se rencontrent, Pierre Legardeur de Repentigny a 28 ans comme Agathe et il est officier des troupes de la marine de la France en Nouvelle-France (il fut fait chevalier de l'ordre royal et militaire de Saint-Louis trois ans avant sa mort en 1736). Celle qui s'appelle désormais Agathe Legardeur de Repentigny s'occupe très tôt des finances de la famille. Deux mois avant son mariage, elle échange une terre héritée de ses parents à la Pointe Saint-Charles contre le Domaine de la Présentation, incluant les îlots et les îles de Courcelles (L'Île-Dorval de nos jours). Six ans plus tard, en 1691, les époux Legardeur de Repentigny vendent l'île à Jean-Baptiste Bouchard, sieur Dorval, c'est à cette époque que ce lieu change de nom. Agathe et Pierre auront 8 enfants dont un (Anne-Angélique) qui meurt dans son 7e mois.

### Implications dans l'économie de Montréal
Durant les années 1683 et 1684, Agathe demande et obtient des congés de traite ce qui lui permet d'embaucher des coureurs de bois, car elle fait partie des 35 marchands-équipeurs de Montréal. Ce n'est toutefois qu'au tout début des années 1700 qu'Agathe de Saint-Père démontre des qualités d'entrepreneure et d'innovatrice à la suite d'une pénurie de tissus et d'étoffes dans la colonie. En effet, le 26 juillet 1704, la flûte La Seine, partie de La Rochelle et appartenant à la marine royale, est attaquée par la flotte anglaise de Virginie au large des Açores. Le vaisseau militaire escorte des navires marchands. La Seine est prise par les corsaires anglais, alors que d'autres vaisseaux du convoi échappent à l'attaque,,. Une partie des biens et de la matière embarqués dans le bateau, destinés à la Nouvelle-France, sont perdus. Cet événement a un impact très important puisque la cargaison contient pour plus d'1 million de livres (soit près de 18 millions d'euros ou 26,2 millions de dollars en 2019) de valeurs, incluant du tissu et des étoffes. Il s'ensuit une pénurie de tissu et une augmentation des prix, la colonie doit donc compter sur l'artisanat domestique pour se vêtir. De plus, les colons n'ont à l'époque pas le droit de créer des ateliers qui puissent concurrencer l'économie de la métropole, mais Philippe de Rigaud de Vaudreuil, gouverneur général de la Nouvelle-France depuis peu, proteste contre cette interdiction auprès le Louis XIV et obtient la possibilité pour la colonie de démarrer des ateliers. C'est dans ce contexte qu'Agathe décide de se lancer dans la confection d'étoffes et de vêtements dans une de ses propriétés sur la rue Saint-Joseph (aujourd'hui la rue Saint-Sulpice dans le Vieux-Montréal). Cette décision aidera les habitants les moins nantis de la ville qu'on appelle désormais Montréal.
Le succès d'Agathe réside dans une série de décisions audacieuses. Son mari est souvent absent de par ses obligations militaires et aussi parce qu'il est apparemment de nature conciliante. Premièrement, quelques mois avant que la flûte La Seine ne soit capturée par des corsaires, un événement lié à la guerre anglo-française va indirectement lui apporter de la main d’œuvre. La deuxième guerre intercoloniale a débuté en 1702, la France et l'Angleterre se lancent l'une et l'autre dans des batailles et des représailles féroces. Le raid français contre Deerfield le 29 février 1704 fait partie de ces batailles importantes. Au petit matin du 29 février, les troupes du lieutenant Jean-Baptiste Hertel de Rouville lancent un raid contre le village. Une cinquantaine de militaires français sont accompagnés d'environ 250 amérindiens, majoritairement des Abénaquis. L'attaque fait 56 tués et 112 prisonniers, incluant des femmes et des enfants,. À l'époque, il est coutumier que les Amérindiens échangent des personnes qu'ils ont capturées. Cela est le cas à la suite de l'attaque de Deerfield et Agathe prend part à Montréal à un échange de prisonniers moyennant une rançon. Dans un article qui paraît en 1954 dans le Bulletin des recherches historiques, Marine Leland cite directement un passage d'une lettre envoyée en 1705 par Agathe au Ministre à Paris, passage qui confirme qu'elle a acheté 9 prisonniers et que cela aide son entreprise :
« L'arrivée des vaisseaux m'apprend que vous demandez compte à Monsieur le Gouverneur et Monsieur de Beauharnois de la réussite de mes entreprises. Cette explication, Monseigneur, m'engage à prendre la liberté d'en informer moi-même Votre Grandeur. La parfaite connaissance que j'ai des soins que vous prenez du pays, me flatte que vous souffrirez ce détail, et que vous trouverez bon que de mon propre mouvement j'ai levé une manufacture de toile, droguet, serge croisée et couverte. Pour cet effet, Monseigneur, j'ai racheté neuf Anglais de la main des Sauvages à mes dépens. Je leur ai fait faire des métiers et leur ai fait monter dans un logement commode ».
On sait également que Warham Williams, 9 ans, fils du pasteur John Williams de Deerfield, est récupéré des amérindiens par Agathe à la suite de l'attaque des troupes françaises contre le village de la Nouvelle-Angleterre. Cet événement peut-être recoupé en tenant compte du livre publié à Boston par John Williams dès 1707. Il y relate sa captivité et le sort de ses enfants dont Warham qui « fut rançonné par une dame de la ville lorsque les Sauvages traversaient celle-ci ».

### Innovations dans l'utilisation de la matière première
Un des apports les plus importants d'Agathe Legardeur de Repentigny est certainement sa capacité à utiliser les matériaux disponibles afin de faire tourner sa manufacture de tissus et d'étoffes. Dans son Essai sur l'industrie au Canada sous le régime français, Joseph-Noël Fauteux rapporte ainsi ses innovations : « Pour remplacer le chanvre et le lin plutôt rares, la noble dame eut l'idée de se servir de filaments d'arbres, d'écorces ou d'orties, de la laine de bœuf illinois et même du cotonnier canadien. De toutes ces matières elle parvint à fabriquer de grosses couvertures, de la toile, de la serge et du droguet, ».
Ce savoir tisserand et les techniques pour utiliser les matériaux locaux et les plantes locales, Agathe les aurait acquis en fréquentant les amérindiennes dès sa jeunesse. En plus de tisser des matériaux locaux, elle tente différentes techniques afin de procurer des couleurs attrayantes aux tissus. Ainsi, elle utilise l'écorce de plusieurs espèces d'arbres comme le chêne ou le noyer pour obtenir la couleur jaune (ou encore la myrte bâtard aussi appelée « bois-sent-bon » ou « myrique baumier »), la racine de la savoyane rouge ou les feuilles de la savoyane jaune pour obtenir respectivement du rouge et de l'orange.

### Décès et héritage historique
Le 7 février 1746, Agathe de St-Père dicte son testament au notaire Charles-Hilarion Du Laurent dans sa chambre de l'Hôpital général de Québec. Elle décède le 19 août 1747 à Québec, en attestent les correspondances avec le sous-ministre français de Rolland-Michel Barrin, comte de La Galissonière (Gouverneur intérimaire de la Nouvelle-France) et de François Bigot, intendant. En 1748, il est fait mention par l'annaliste de l'Hôpital général de Québec d'une somme de 400 louis d'or dans les recettes de l'institution, ce qui constitue le premier legs de Madame de Repentigny.

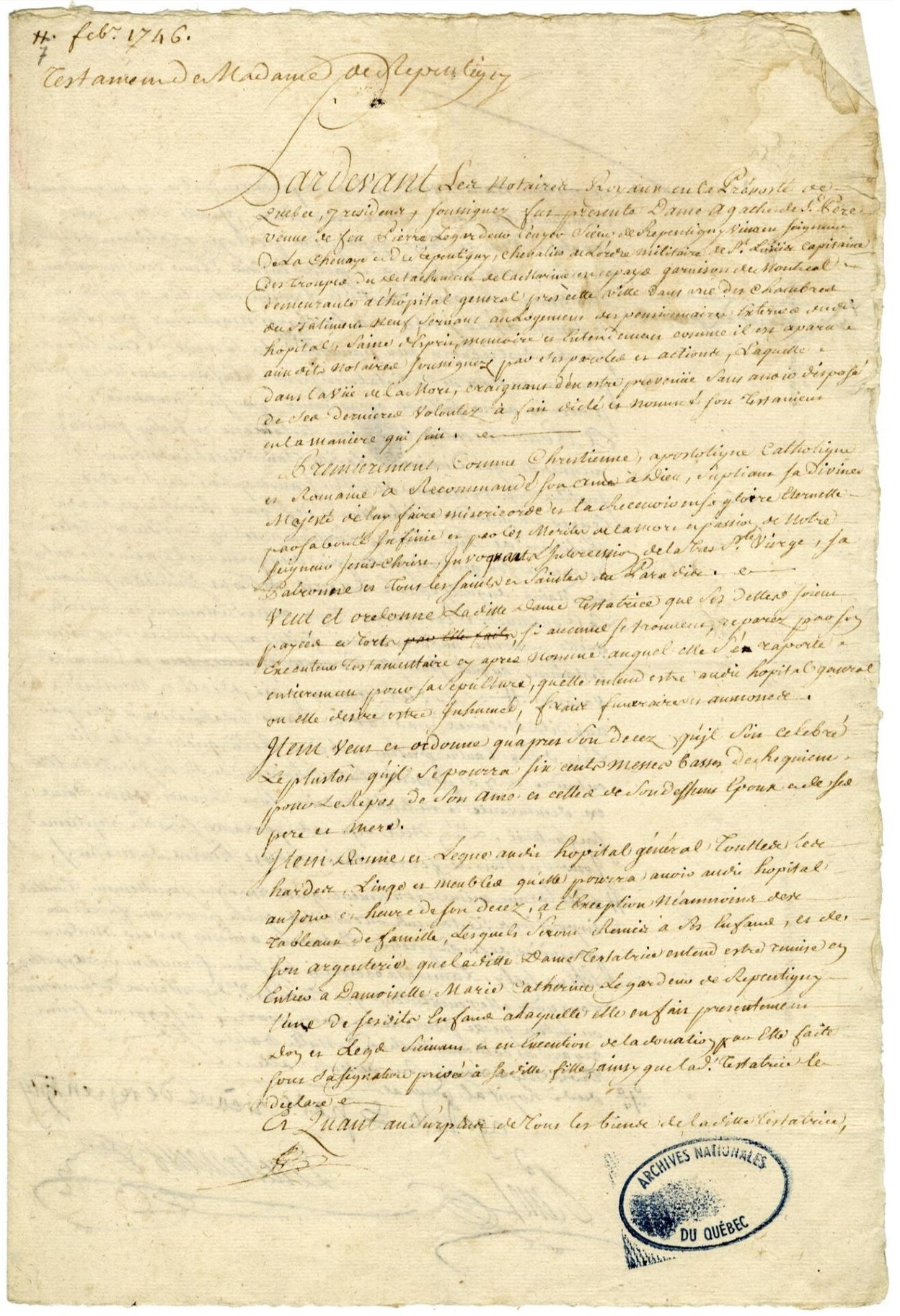
Testament
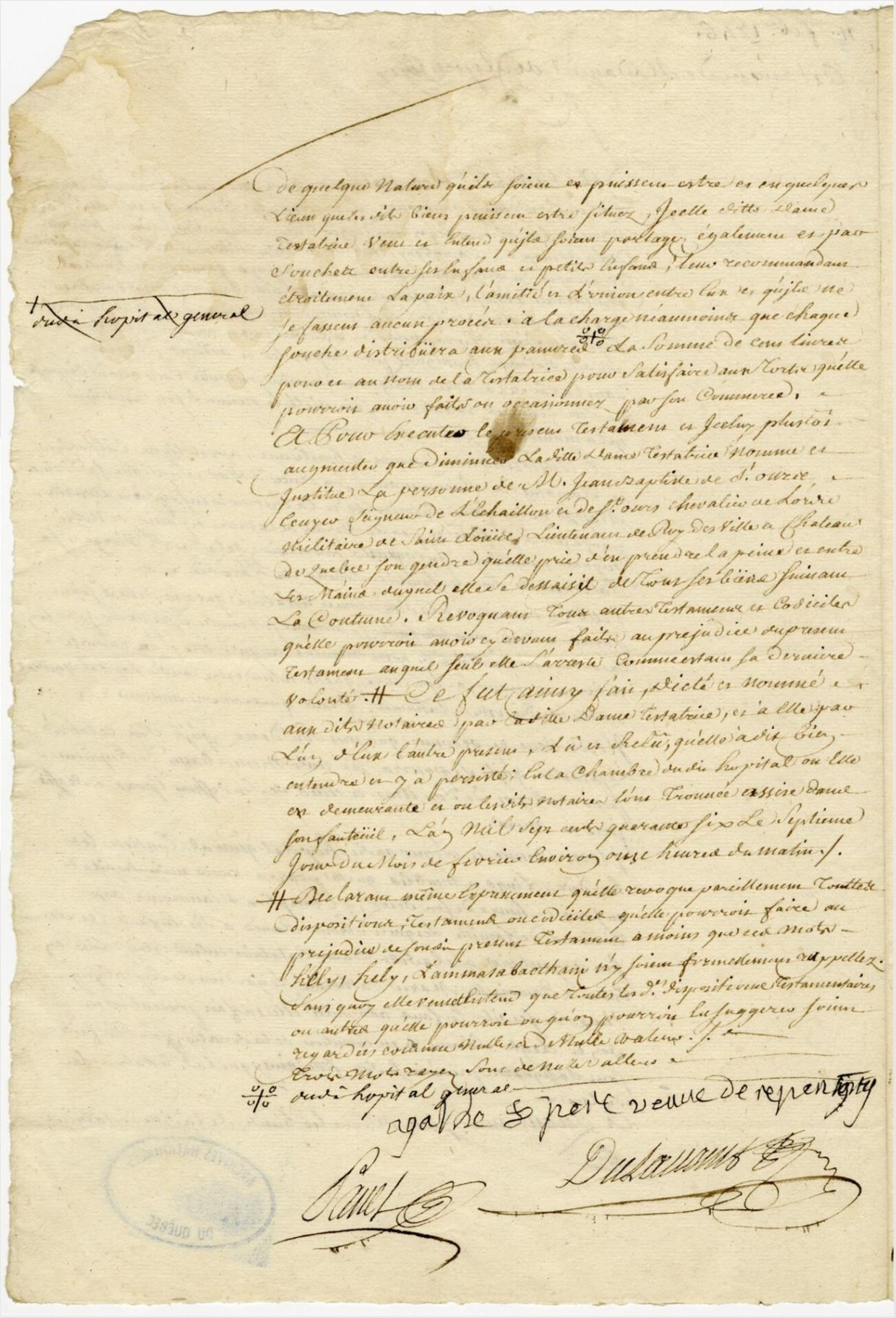
7 fév. 1746

Par son inventivité, son ingéniosité, sa persévérance et sa capacité à utiliser les savoirs des Amérindiens, Agathe Legardeur de Repentigny joue un rôle crucial non seulement dans l'économie de la jeune Montréal, mais aussi plus particulièrement pour les familles les plus pauvres de la ville puisqu'elles pourront se procurer les vêtements sortis de la manufacture de Madame de Repentigny.